# ゴーリキー鉄道支社
ゴーリキー鉄道支社（ゴーリキーてつどうししゃ、ロシア語: Горьковская железная дорога）は、ロシア鉄道公開株式会社（Филиал ОАО «РЖД»）の支社の一つであり、1961年に創設された。中央連邦管区に属するヴラジーミル州、リャザン州と、沿ヴォルガ連邦管区に属するニジニ・ノヴゴロド州、キーロフ州、モルドヴィア共和国、チュヴァシ共和国、ウドムルト共和国、タタールスタン共和国、マリ・エル共和国のロシア鉄道線を管轄する。本部はニジニ・ノヴゴロドに設置されているが、支社名はソ連時代の同市の名称であった「ゴーリキー」のままである。

## 歴史
モスクワ - ウラジーミル - ニジニ・ノヴゴロド間の鉄道は1858年に建設が始まり、4年後の1862年に開業した。当初は民間企業による運営であったが、1893年に国有化された。ムーロム鉄道は1880年に開業した。モスクワ・カザン鉄道は1912年に私鉄として開業したが、6年後の1918年にはボリシェヴィキによって国有化された。 
旧ゴーリキー鉄道局は1936年に設立された。モスクワ・カザン鉄道局もこの時独立した鉄道局として設立された。
現在のゴーリキー鉄道局が成立したのは1961年である。このときモスクワ・カザン鉄道局は旧ゴーリキー鉄道局に吸収合併され、現在の形になった。1971年にはレーニン勲章を受賞している。2010年には高速列車サプサンが運行される3番目の支社となった。
軌間750mmのナローゲージ路線も運行していたが、2008年に廃止された。

## 路線
- シベリア鉄道：ペトゥシキ駅 - ウラジーミル駅 - ゴーリキー・モスコフスキー駅 - キーロフ駅 - チェプツァ駅
  - ヤロスラブリ支線（2001年以前の本線）：ユマ駅 - キーロフ駅

## 参照
1. ↑  History of Russian rail lines